# تشارلز إل. أودونيل
تشارلز إل. أودونيل (بالإنجليزية: Charles L. O’Donnell)‏ هو قسيس أمريكي، ولد في 15 نوفمبر 1884 في غرينفيلد في الولايات المتحدة، وتوفي في 4 يونيو 1934 في نوتر دام دو لاك في الولايات المتحدة.